# Couderc 161-49
Die Unterlagsrebe ‘Couderc 161-49’ ist eine Züchtung des privaten Rebzüchters Georges Couderc in Frankreich und wird zur biotechnischen Bekämpfung der Wurzelreblaus bei reblausanfälligen Rebsorten verwendet. Sie gehört zur Gruppe der ‘Vitis riparia’ × ‘Vitis berlandieri’ Kreuzungen. Sie besitzt eine sehr hohe Kalkverträglichkeit, ist aber empfindlich für Trockenheit, wodurch die Leistung stark abfällt. Die hohe Empfindlichkeit schränkt die Verwendung stark ein.

## Abstammung
Kreuzung von ‘Vitis riparia’ MICHAUX × ‘Vitis berlandieri’ PLANCHON von Georges Couderc. Vitis berlandieri wurde bei dieser Kreuzung als männlicher Kreuzungspartner verwendet. Vermutlich ist es die einzige Kreuzung aus der Gruppe Berlandieri × Riparia, bei der ‘Vitis berlandieri’ als männlicher Elter eingesetzt wurde.

## Ampelografische Merkmale
- Triebspitze: geschlossen bis halboffen, grün mit leichten rötlichen Hauch
- Blatt: lang ausgezogener Mittellappen, Oberseite leicht blasig, breit, herzförmig, gedrungen, schwach dreilappig, Zahnung spitzbogig mittelgroß, Blattrand breit gezähnt, Stielbucht U- bis lyraförmig
- Ranken: lang, dünn, rötlich gefärbt, zweiteilig
- Blüte: weiblicher Scheinzwitter
- Traube: kleine mit sehr kleinen runden, schwarzen Beeren

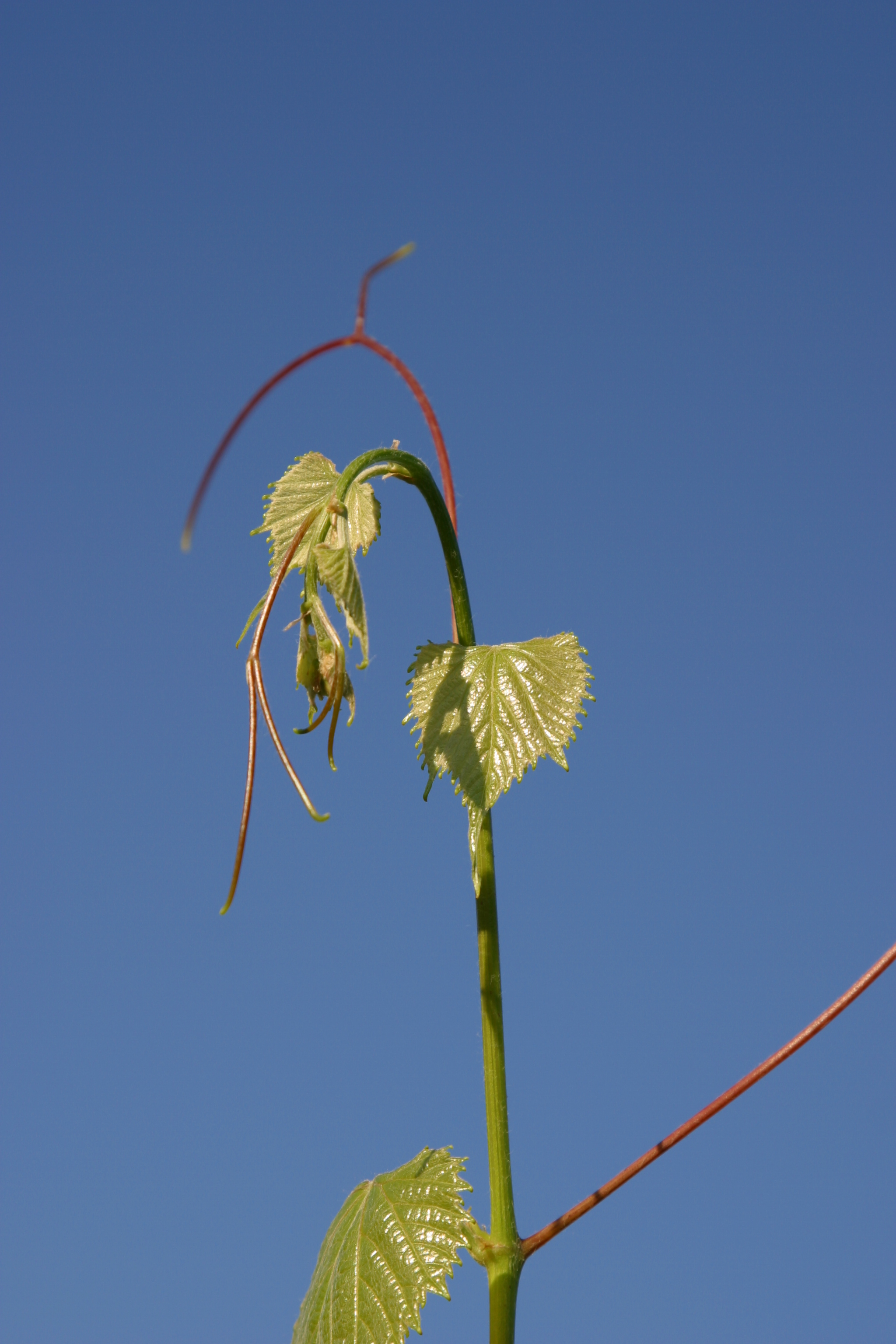
Triebspitze
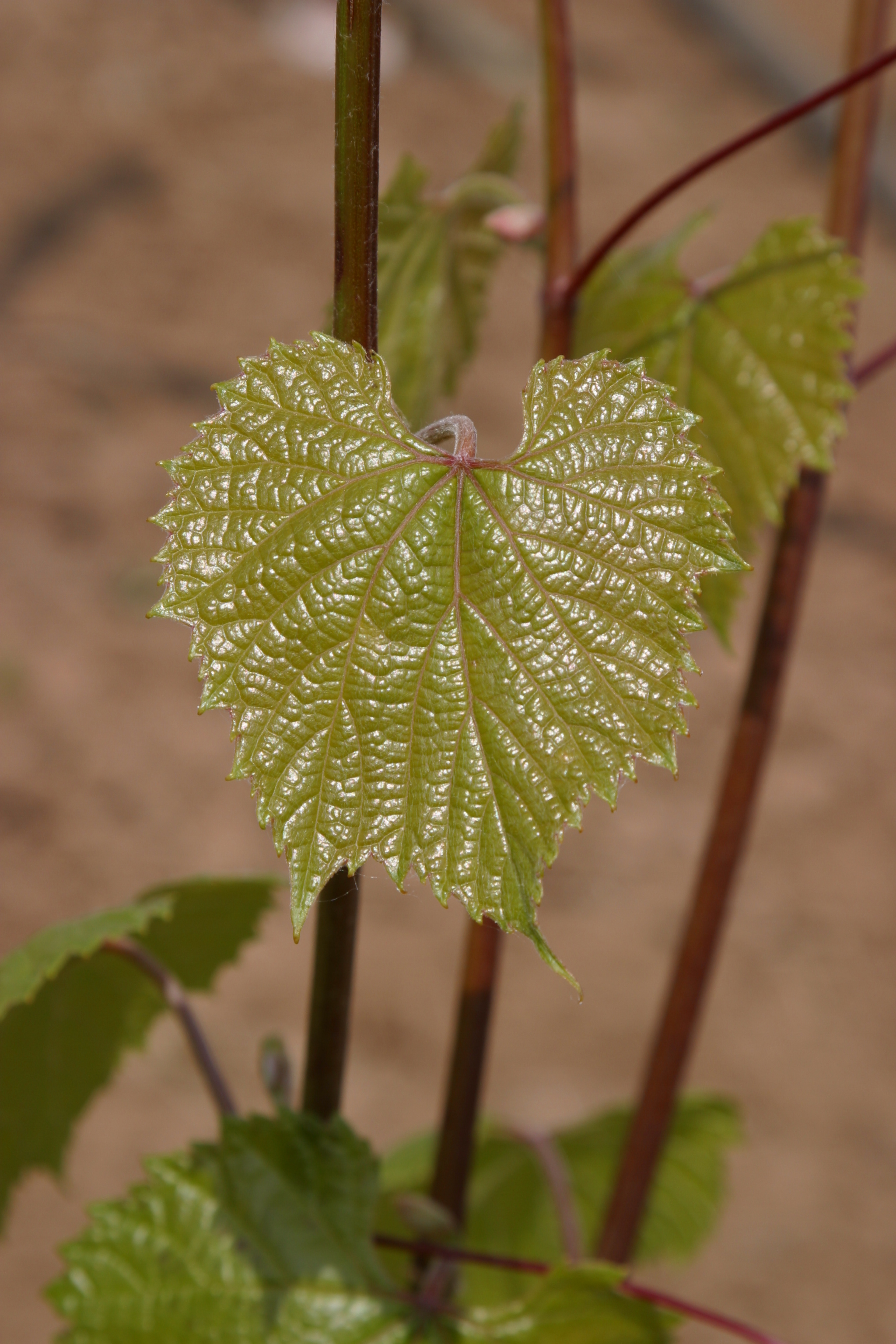
Junges Blatt
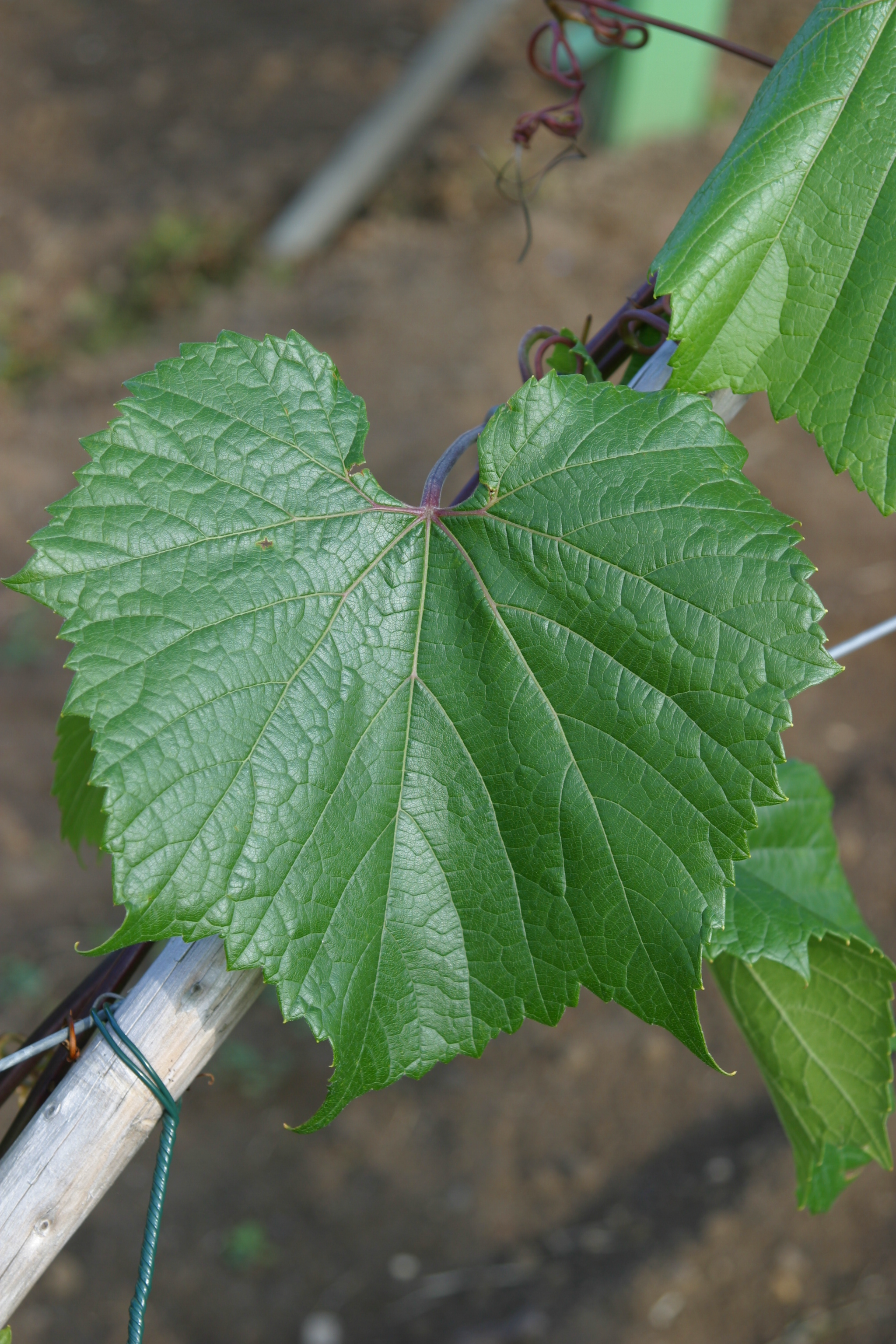
Entwickeltes Blatt
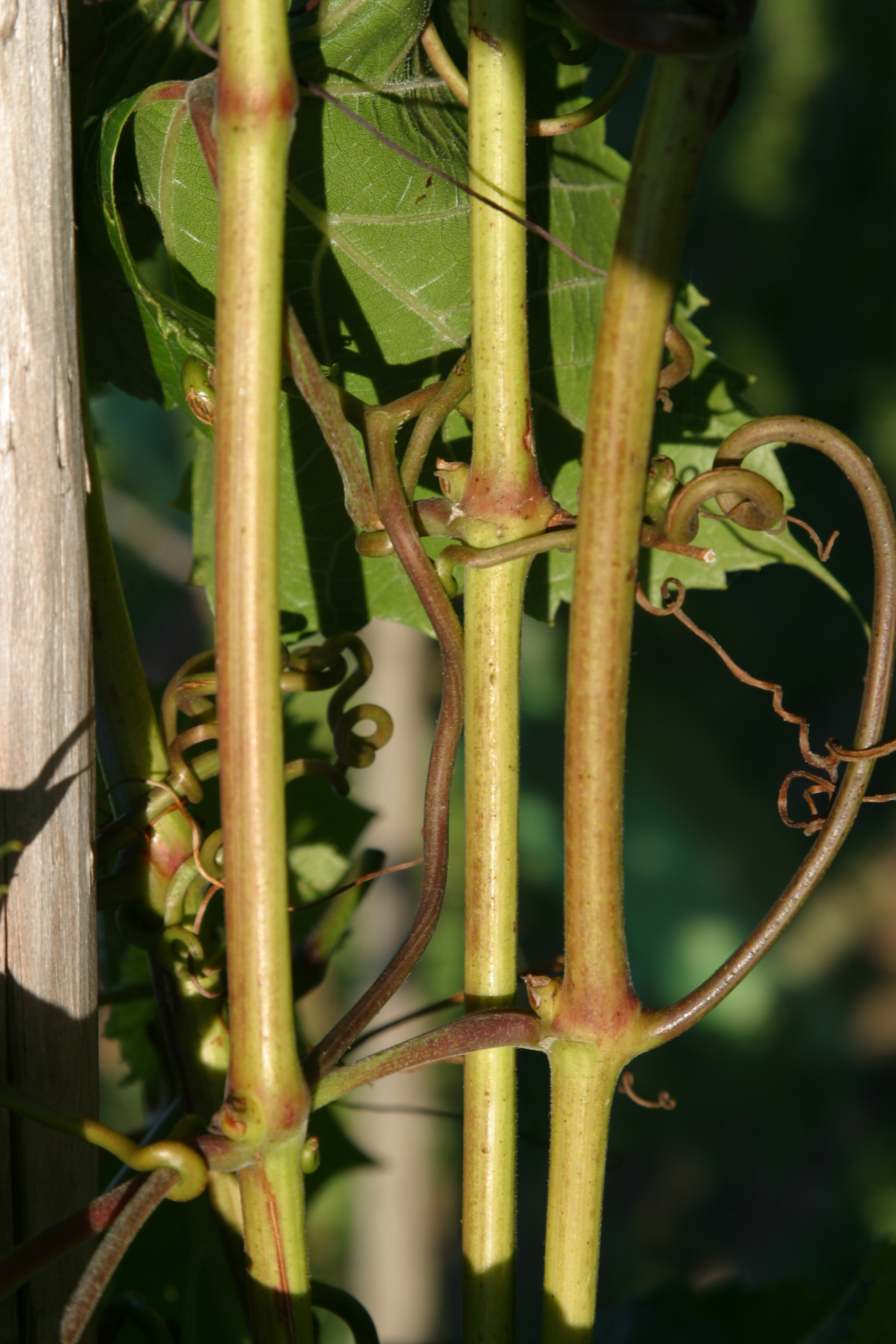
Triebe
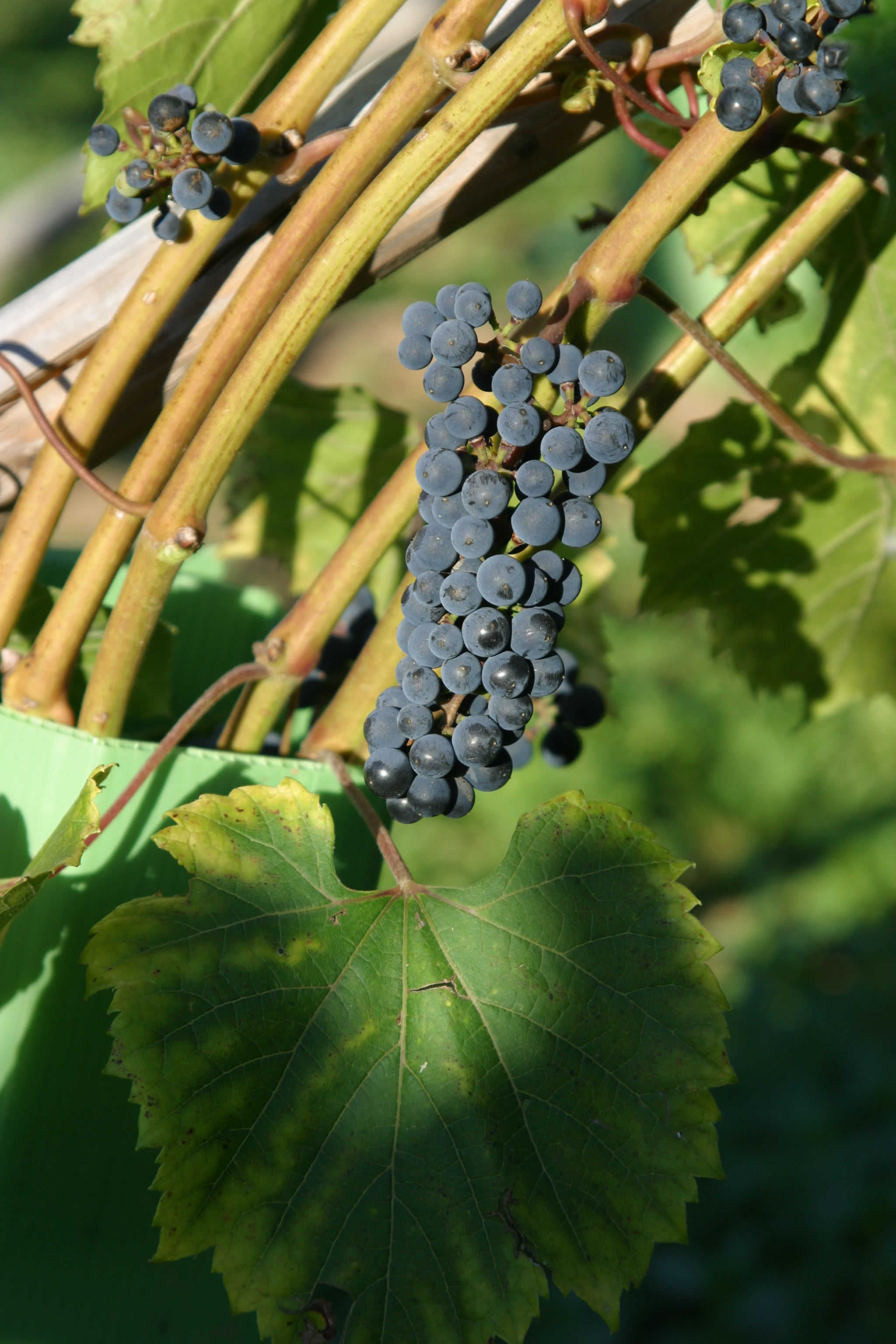
Traube

## Eigenschaften – Verwendung
Die Unterlage verleiht der Edelsorte einen schwachen bis mittelstarken Wuchs. Sie ist besonders geeignet für kalkhaltige (Aktivkalktoleranz ~25 %), leichte, steinige und tiefgründige Böden in warmen Lagen. Ungünstig sind schwere, tonige Böden besonders während längerer Trockenphasen im Sommer. Bei nicht geeigneten Standortsbedingungen kommt es zu einem starken Leistungsabfall.

Die Unterlage hat weite Verbreitung in Qualitätsweinbaugebieten wie Burgund, Champagne und Elsaß in Frankreich. In den Jahren 2012 und 2013 traten in Südtirol in vielen Anlagen mit der Unterlage 161-49 Couderc schwere Wachstumsstörungen auf. Sowohl in Frankreich und Italien gibt es seit wenigen Jahren dasselbe Problem. Betroffene Reben fallen zunächst durch Kümmerwuchs auf. An der Unterlage der betroffenen Reben sind am Kambium deutliche Schäden erkennbar. Die Neigung zur Bildung von Thyllosen bei der Unterlage ist bekannt. Längerfristig führen Thyllosen zu kümmerlichem Wachstum. Thyllosen treten besonders in wüchsigen Anlagen und bei hohen Temperaturen auf, wenn eine große Blattfläche viel Wasser abgibt und über die Wurzeln nicht ausreichend nachgeliefert werden kann. Es kommt zu Zellschäden an den wasserführenden Gefäßen. Die Schäden reichen bis zum vollständigen Vertrocknen der Blattfläche einzelner Rebstöcke. Eine nachhaltige Erholung geschädigter Reben konnte bisher nicht erreicht werden. Als Ursachen wird auch der Klimawandel angeführt, welcher zu vermehrten und längeren Trockenstressphasen und steigendem Wasserverbrauch infolge der höheren Temperaturen führt. Weiteres führt eine geänderte Bodenbearbeitung mit langfristigem Verzicht auf mechanische Lockerung zu Bodenverdichtungen die die Wasserversorgung der Rebe in Stresssituationen weiter verschlechtern. In Frankreich (INRA) konnte bisher bei der Unterlage 161-49 C keine Viruserkrankung, die als Verursacher in Frage kommt, bei nachgewiesen werden. Auch eine Ausdehnung des Problems auf angrenzende Weingärten mit einer anderen Unterlage konnte nicht beobachtet werden. Eine unmittelbare Ansteckungsgefahr, die eine rasche Rodung befallener Stöcke erfordern würde, dürfte nicht vorliegen. Eine eindeutige Klärung der Ursachen ist noch nicht gegeben. In Frankreich und in Südtirol wird von der weiteren Verwendung von 161-49 dringend abgeraten.

## Synonyme
‘161-49’, ‘161- 49 Couderc’, ‘161-49 C’, ‘Ripara × Berlandieri 161-49 Couderc’, ‘Rxb 161-49’, ‘Vitis Ripara × Vitis Berlandieri 161-49’, ‘Vitis Ripara × Vitis Berlandieri 161-49 Couderc’.
- Couderc 161-49 in der Datenbank Vitis International Variety Catalogue des Instituts für Rebenzüchtung Geilweilerhof (englisch)